# Förstakammarvalet i Sverige 1967
Förstakammarvalet i Sverige 1967 var ett val i Sverige till Sveriges riksdags första kammare. Valet hölls i den sjunde valkretsgruppen i september månad 1967.
Tre valkretsar utgjorde den sjunde valkretsgruppen: Kalmar läns och Gotlands läns valkrets, Skaraborgs läns valkrets och Kopparbergs läns valkrets. Ledamöterna utsågs av valmän från det landsting som valkretsarna motsvarade. Ordinarie val till den sjunde valkretsgruppen hade senast ägt rum 1959.
De valda ledamöterna valdes på ett åttaårigt mandat, till och med 31 december 1975. I praktiken utlöpte samtliga mandat i första kammaren den 31 december 1970, då enkammarriksdagen infördes från och med den 1 januari 1971. Val till den nya enkammarriksdagen hölls i september 1970.

## Valmän
| Landsting    | H    | C    | F    | S    | VPK | Totalt |
| ------------ | ---- | ---- | ---- | ---- | --- | ------ |
| Landsting    |      |      |      |      |     | Totalt |
| Kalmar norra | 15   | 19   | 8    | 31   | 0   | 73     |
| Kalmar södra | 15   | 19   | 8    | 31   | 0   | 73     |
| Gotland      | 15   | 19   | 8    | 31   | 0   | 73     |
| Skaraborg    | 13   | 16   | 12   | 21   | 0   | 62     |
| Kopparberg   | 6    | 17   | 10   | 35   | 3   | 71     |
| Totalt       | 34   | 52   | 30   | 87   | 3   | 206    |
| %            | 16,5 | 25,2 | 14,6 | 42,2 | 1,5 | 100,0  |

## Mandatfördelning
Den nya mandatfördelningen som gällde vid riksdagen 1968 innebar att Socialdemokraterna behöll egen majoritet. 
| Parti  | Parti                        | FK 1967 | 7:e valkretsgruppen | 7:e valkretsgruppen | 7:e valkretsgruppen | FK 1968 |
| Parti  | Parti                        | FK 1967 | Innan               | Efter               | Ändring             | FK 1968 |
| ------ | ---------------------------- | ------- | ------------------- | ------------------- | ------------------- | ------- |
|        | Socialdemokraterna           | 80      | 8                   | 7                   | ▼1                  | 79      |
|        | Högerpartiet                 | 26      | 3                   | 2                   | ▼1                  | 25      |
|        | Folkpartiet                  | 25      | 2                   | 3                   | ▬                   | 25      |
|        | Centerpartiet                | 19      | 4                   | 5                   | ▲2                  | 21      |
|        | Vänsterpartiet kommunisterna | 1       | 0                   | 0                   | ▬                   | 1       |
| Totalt | Totalt                       | 151     | 17                  | 17                  | ▬                   | 151     |

## Invalda riksdagsledamöter
Kalmar läns och Gotlands läns valkrets:
- Lars Schött, h
- Nils Larsson, c
- Ivan Svanström, c
- Sven-Otto Österdahl, fp
- Bertil Petersson, s
- Georg Pettersson, s

Skaraborgs läns valkrets:
- Ivar Virgin, h
- Harald Pettersson, c
- Lennart Blom, fp
- Birger Anderrson, s
- Paul Jansson, s

Kopparbergs läns valkrets:
- Erik Carlsson, c
- Nils Nilsson, c
- Stig Stefanson, fp
- Gösta Bergstrand, s
- Ove Karlsson, s
- Yngve Nyquist, s